# America (1924)
America ist ein 1923 entstandenes, monumentales US-amerikanisches Stummfilmpanorama über die Staatwerdung der USA von David Wark Griffith. Dem Film liegt der Roman The Reckoning von Robert W. Chambers, der auch das Drehbuch verfasste, zugrunde.

## Handlung
Nordamerika, während des Amerikanischen Unabhängigkeitskriegs in den 1770er Jahren. Der Film spielt auf zwei Ebenen und springt in seinen Handlungsabläufen zwischen königstreuen Engländern im nördlichen New York und den für die Abspaltung vom kolonialen Mutterland kämpfenden Neupatrioten in Massachusetts und Virginia hin und her. Im Norden hält der britische Captain Walter Butler die Zügel fest in der Hand und verteidigt mit aller Härte die Interessen der englischen Krone. Er hetzt die Indianer seines Einflussbereichs, die Irokesen, auf, die mit den Royalisten grausame Attacken gegen diejenigen Neusiedler reiten, die sich auf die Seite der Revolution stellen. Bei den Massakern werden auch Frauen und Kinder nicht verschont.
Weiter im Süden, in Lexington / Massachusetts. Dort verdient sich Nathan Holden seinen Lebensunterhalt als Express-Reiter, eine Art reitender (Post-)Bote, und dient überdies als so genannter Minute-Man, als jederzeit abrufbarer Kriegsfreiwilliger, für das Boston Committee of Public Safety. Eines Tages führt ihn ein Auftrag zur gesetzgebenden Versammlung nach Virginia, wohin er eine Nachricht überbringen soll. Vor Ort lernt Nathan Nancy Montague kennen, in die er sich verliebt. Der Vater des Mädchens, ein den englischen Konservativen nahe stehender Richter, sieht dieses Verhältnis gar nicht gern. Auch Captain Butler zeigt Interesse an Nancy und würde sehr viel eher Richter Montagues Vorstellung von einem idealen Schwiegersohn entsprechen. Doch Nancy ist an dem sehr viel älteren und ruchlosen Britenoffizier nicht interessiert und weist diesen zurück. Nathan und Nancy vereinbaren, dass sie sich immer lieben werden, egal auf welcher Seite sich gerade wer von den beiden befinden würde.
Nancys Bruder Charles Montague, der stark unter dem Einfluss der Persönlichkeit, Ansichten und Taten des Neupatrioten George Washington steht, will sich aktiv auf die Seite der Revolutionäre stellen. Doch kurz darauf fällt er während der Schlacht von Bunker Hill. Um ihren bereits angeschlagenen Vater nicht vollends niederzustrecken, behauptet Nancy entgegen der Wahrheit, dass Charles auf der Seite der Krone gekämpft hätte. Nancy und ihr Vater reisen daraufhin nach Mohawk Valley, um Onkel Ashleigh Montague zu besuchen. Derweil ist Nathan zu George Washington unterwegs ins Valley Forge. Der schickt Holden nach New York, um die dortigen Indianer-Angriffe auf die Freiheitskämpfer zu unterbinden. Captain Butler lässt von seinen Männern das Anwesen Montagues einnehmen und besetzen. Seine Männer töten dabei Montagues Bruder Ashleigh. Richter Montague wird als Verräter an der Krone verhaftet und seine Tochter Butlers persönliche Gefangene. Ihrem Geliebten, Nathan Holden, gelingt es daraufhin, zu Butler vorzudringen und ihn auszuhorchen. Dabei erfährt er von den finsteren Plänen des Briten, der einen massiven Angriff mit anschließendem Massaker beinhaltet.
Obwohl es Nathan unendlich schwerfällt, seine geliebte Nancy bei dieser englischen Bestie zurückzulassen, ruft in ihm die Pflicht, und er reitet fort, um seine eigenen Leute vor Butlers Großangriff zu warnen. Butler will sich Nancy mit Gewalt nehmen, da reiten die Indianer auf eigene Faust einen Angriff, woraufhin Captain Butler sich genötigt sieht, sich ihnen sofort anzuschließen. Nancy kann diesen Moment der Abwesenheit Butlers zur Flucht nutzen und entkommt mit ihrem Vater kurz vor Beginn des englischen Angriffs in das sichere Fort der eigenen Leute. Doch die Angreifer sind zu stark, als dass sich das Fort lange halten ließe. Schließlich zerbersten die Außenmauern, und die Briten richten unter den Zivilisten, überwiegend harmlose Siedler, ein Gemetzel an. Die Truppen der Revolutionäre kommen fast zu spät, doch als sie das zu fallen drohende Fort erreichen, können sie wenigstens noch Richter Montague und dessen Tochter Nancy retten. Einzelne Milizangehörige und Indianer verfolgen Butler und deren Soldaten und töten den Heerführer. Erst jetzt erkennt der alte Richter die Bedeutung von Nathan Holdens Kampf. Er schließt sich den Revolutionären an und hat auch nichts mehr dagegen, dass Nancy Nathan zum Mann nimmt. Der Film endet mit der Niederlage des Briten-Generals Cornwallis und der Amtseinführung George Washingtons als erstem Präsidenten der Vereinigten Staaten von Amerika.

## Produktionsnotizen
America entstand 1923 u. a. in Old North Church, Boston, Massachusetts (Außenaufnahmen) und wurde am 21. Februar 1924 uraufgeführt. Eine deutsche Premiere ist derzeit nicht nachweisbar.
Lionel Barrymore übernahm in diesem Film die Schurkenrolle des brutalen und ruchlosen englischen Hauptmanns Walter Butler.
Die Filmbauten entwarf Charles M. Kirk.
Der Film war, trotz massiver Werbetätigkeit, kein großer kommerzieller oder künstlerischer Erfolg. Produzent Griffith hatte über eine Million Dollar in diese Arbeit investiert.
In Großbritannien, dem engsten Verbündeten aus dem gerade fünf Jahre zurückliegenden Ersten Weltkrieg, rief der Film starke Proteste hervor, wurden doch die britischen, königstreuen Kolonisten Nordamerika ähnlich feindselig verzerrt dargestellt, wie der anglo-amerikanische Film im Krieg den deutschen Feind propagandistisch zum Schurken machte. Daher wurde America in dem Vereinigten Königreich zunächst nicht zugelassen und erst später, in einer veränderten Schnittfassung, unter dem neuen Titel Love and Sacrifice gezeigt.

## Kritiken
„Eindrucksvolle Stummfilmabhandlung des Revolutionskrieges mit guten Schlachtszenen und ebensolchem Gefühl für den damaligen Zeitgeist, jedoch irgendwie getrübt durch eine alberne Liebesgeschichte. (…) Immer noch ganz gut.“

„Die Geburt einer Nation, nur ein Krieg vorher. Durchaus von großem Interesse, aber nichts Neues. Griffith hat sich de facto wiederholt.“